# نینتو داولی
نینتو داولی (ایتالیایی: Ninetto Davoli؛ زادهٔ ۱۱ اکتبر ۱۹۴۸) بازیگر اهل ایتالیا است. 

## بخشی از فیلم‌شناسی
- ماجرا اینگونه آغاز می‌شود
- داستان‌های عشقی هزار و یک شب
- دکامرون
- کلبه ساحلی
- چگونه معلم‌تان را از راه بدر کنید
- حکایت‌های کنتربری
- ادیپ شهریار
- انجیل به روایت متی
- ساحره‌ها
- پرنده‌های بزرگ و پرنده‌های کوچک
- خوشبختی فرارسیده است
- سکس با لبخند ۲
- زندگی‌های به فنا رفته
- حکایت‌های ناپسند
- فرانکشتاین به سبک ایتالیایی – مرا بگیر، شکنجه‌ام کن، چون دچار عشق سوزانم!
- به بانو تجاوز شده است